# Molophilus (Onychomolophilus) equisetosus
Molophilus (Onychomolophilus) equisetosus is een tweevleugelige uit de familie steltmuggen (Limoniidae). De soort komt voor in het Australaziatisch gebied.